# Урусова (деревня)
Урусова — деревня в Туринском городском округе Свердловской области, России.

## Географическое положение
Деревня Урусова  муниципального образования «Туринского городского округа» расположена в 21 километрах к западу от города Туринска (по автотрассе — 25 километров), на правом берегу реки Тура, рядом с развилкой дорог Туринск – Ленское и Туринск – Благовещенское.

## Население
| 2002 | 2010 | 2021 |
| ---- | ---- | ---- |
| 64   | ↘34  | ↘19  |

В деревне родился будущий советский писатель Акулов, Иван Иванович.